# Фортјуна (Северна Дакота)
Фортјуна (енгл. Fortuna) град је у америчкој савезној држави Северна Дакота.

## Демографија
По попису из 2010. године број становника је 22, што је 9 (-29,0%) становника мање него 2000. године.
| Група             | 2000.      | 2010.      |
| Белци             | 30 (96,8%) | 21 (95,5%) |
| Афроамериканци    | 0 (0,0%)   | 0 (0,0%)   |
| Азијати           | 0 (0,0%)   | 0 (0,0%)   |
| Хиспаноамериканци | 1 (3,2%)   | 1 (4,5%)   |
| Укупно            | 31         | 22         |